# Georgi Tschapkanow

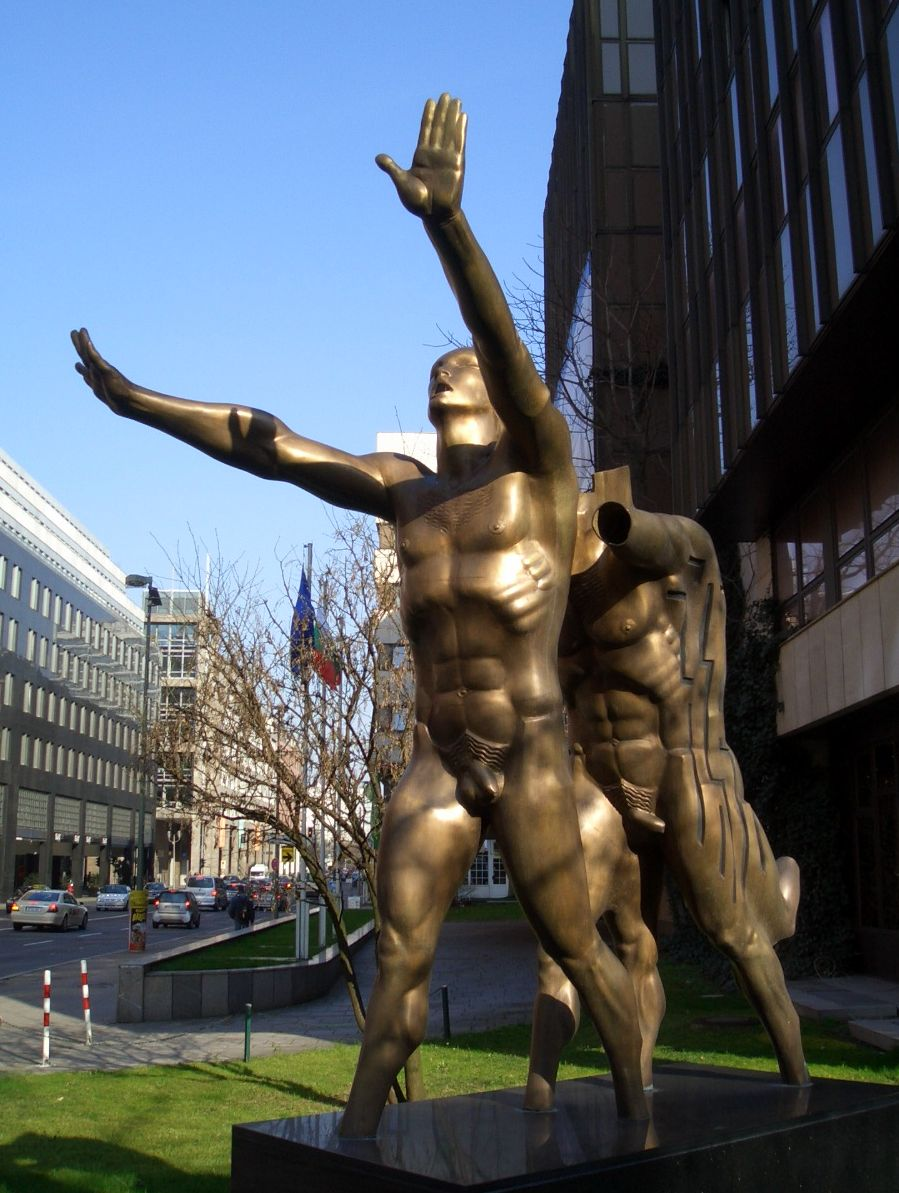
Die Skulptur Mauern durchbrechen vor der bulgarischen Botschaft, 2006, Berlin, Mauerstraße

Georgi Todorow Tschapkanow (bulgarisch Георги Тодоров Чапкънов) (auch Tchapp genannt; * 24. Januar 1943 in Wulchidol bei Warna, Bulgarien) ist ein bulgarischer Bildhauer.

## Leben und Werk
Tschapkanow studierte ab 1961 an der Nationalen  Akademie der Schönen Künste in Sofia. Seit 1974 ist er dort Professor im Fach Feinplastik. Bei allen bedeutenden großen Ausstellungen moderner bulgarischer Kunst war er mit seinen Arbeiten vertreten. Öffentlich zugängliche Werke befinden sich in der Eremitage in St. Petersburg, im Puschkinmuseum in Moskau, in der Nationalgalerie (Sofia), beim IOC in Lausanne, in der Lalit Kara Akademie in Neu-Delhi, im Moran Open-Air Museum in Südkorea und im Hakone Open-Air Museum in Japan. 

## Werke (Auswahl)
Tschapkanow gestaltete eine Büste des Regisseurs Federico Fellini.

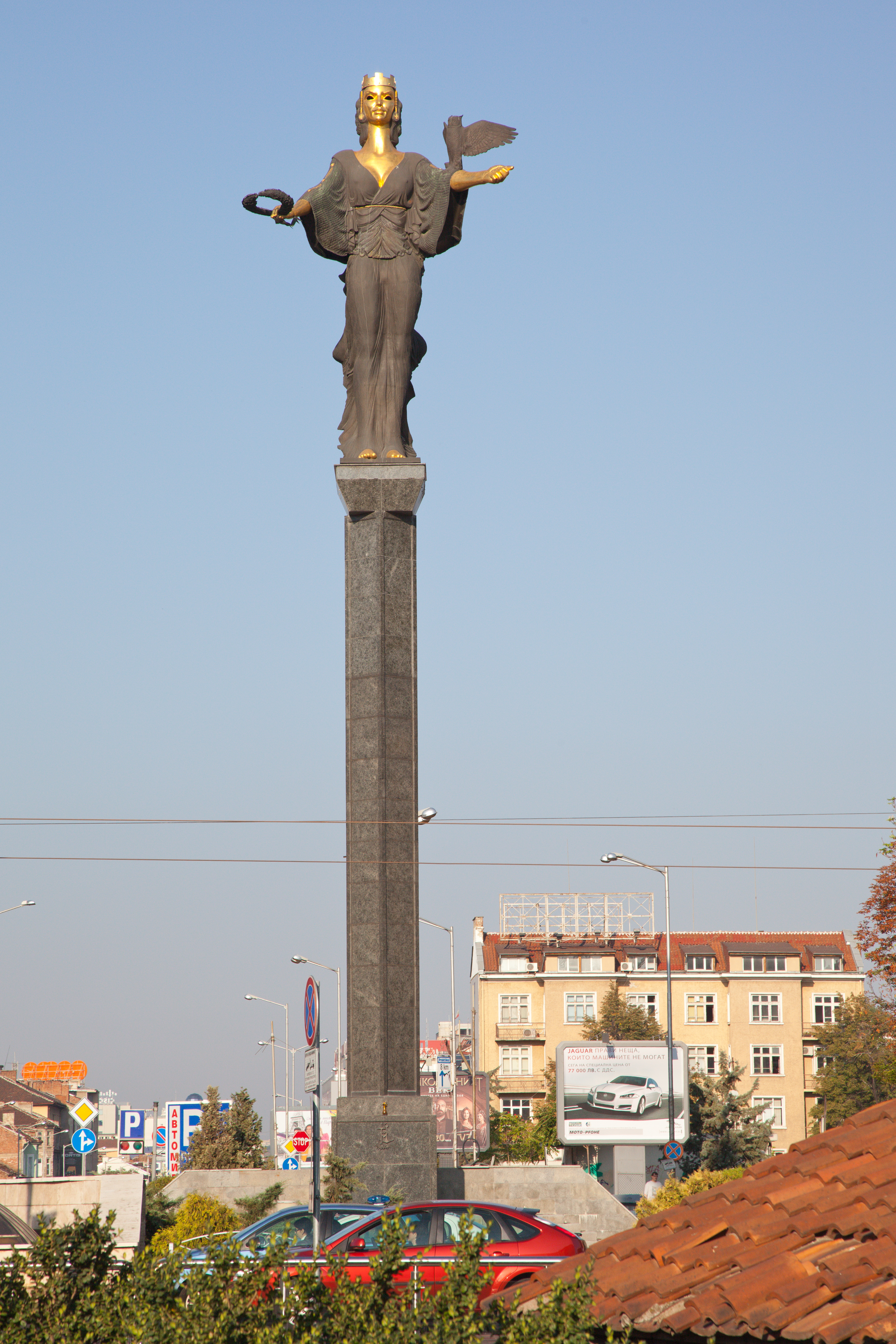
Statue der Heiligen Sofia im Zentrum von Sofia, 2000

In Berlin ist er mit der vier Meter hohen Skulptur „Mauern durchbrechen“ vertreten, die er für die dortige bulgarische Botschaft schuf. Ein unversehrter nackter Mann wirft die Arme in die Höhe, aber er hat einen arm- und kopflosen Begleiter bei sich, der zudem an der Seite verletzt ist. Die Skulptur befindet sich an der Ecke Leipziger Straße/Mauerstraße, welche den Verlauf der längst abgerissenen mittelalterlichen Stadtmauer Berlins markiert. Die Mauerstraße führte von 1961 bis 1989 auch bis an die Berliner Mauer.
Tschapkanow schuf die im Jahr 2000 auf dem wichtigen Platz der Unabhängigkeit in Sofia aufgestellte Statue der Heiligen Sofia.